# 内田順久 (空手家)
内田 順久（うちだ よりひさ、1963年11月9日 - ）は、日本の空手家。大阪府出身。京都産業大学卒。国際実践融合空手道 内田塾の塾長。

## 略歴
大阪府高槻市生まれ。京都産業大学法学部卒業。京都教育大学研究生修了。
1984年に全日本空手道連盟で史上最年少全日本王者に輝き、1986年には全日本王者3連覇を達成。
1985年に第2回GAISFワールドゲームズ世界選手権大会75kg級優勝も果たした。その他、全日本学生個人選手権大会史上初3連覇、アジア・太平洋選手権大会4連覇も達成。
1989年に国際実践融合空手道内田塾を設立。
2003年に現役を引退。
2014年に旗揚げした新異種格闘技団体「巌流島」の実行委員会メンバーに就任（空手代表）。